# Place Angélique-du-Coudray
La place Angélique-du-Coudray est une voie située dans le 10e arrondissement de Paris.

## Situation et accès
Elle est située à l'intersection entre la rue Boy-Zelenski et la rue des Écluses-Saint-Martin.
Ce site est desservi par la station de métro Colonel Fabien.

## Origine du nom
Elle porte le nom de la sage-femme et pionnière de l'obstétrique Angélique du Coudray.

## Historique
La place prend son nom par délibération du Conseil de Paris du 15 décembre 2023, et est inaugurée le 7 mars 2024, à la veille de la journée internationale des droits des femmes.